# 卢多维科·斯卡尔菲奥蒂
卢多维科·斯卡尔菲奥蒂（義大利語：Ludovico Scarfiotti，1933年10月18日—1968年6月8日）是一名意大利的赛车手。出生于都灵，其祖父洛多维科·斯卡尔菲奥蒂是菲亚特汽车的9位创始人之一。
在进入一级方程式赛车之前，他为法拉利车队赢得了1963年勒芒24小时耐力赛。随后他共参加了12场一级方程式锦标赛大奖赛，以及一些非锦标赛大奖赛。斯卡尔菲奥蒂还是1962年和1965年欧洲爬坡锦标赛的冠军。他在1962年和1965年被称为意大利最好的赛车手。
1968年，斯卡尔菲奥蒂死于在德国阿尔卑斯山区的贝希特斯加登附近举办的一场爬坡赛。